# اونی‌کونازول
اونی‌کونازول (انگلیسی: Uniconazole) یک ماده شیمیایی تریازول است که به عنوان کندکننده رشد گیاه استفاده می‌شود. این ماده روی طیف گسترده‌ای از گیاهان فعال است و با مهار تولید جیبرلین عمل می‌کند.

## کاربرد
اونیکونازول روی گیاهان استفاده می‌شود تا رشد آنها را مهار کند. این ماده اغلب در گیاهان چند ساله برای حفظ اندازه قابل فروش و/یا تاخیر در گلدهی استفاده می‌شود. برگ‌ها معمولاً پس از استفاده تیره‌تر به نظر می‌رسند زیرا اونیکونازول محتوای کلروفیل را افزایش می‌دهد.